# Memoires du duc de Luynes sur la Cour de Louis XV
Las Memoires du duc de Luynes sur la Cour de Louis XV (en español, Memorias del duque de Luynes sobre la Corte de Luis XV) es una obra escrita por Charles-Philippe d’Albert, duque de Luynes (1695-1758) sobre la corte de Luis XV de Francia.

## Historia
Charles-Philippe era nieto por parte de madre del célebre memorialista Dangeau (Philippe de Courcillon, marqués de Dangeau). En 1735 comienza a escribir sus memorias en las que refleja aspectos reseñables relativos a etiqueta y cargos de la corte de Luis XV, así como otros acontecimientos relacionados con este ámbito.
El también memorialista Hénault consideraba estas memorias de Luynes como una continuación de la obra de Dangeau, cuyas memorias conocidas como Journal de Dangeau abarcaban hasta la muerte de este en 1720.
Frente a otros libros de memorias como las del duque de Saint-Simon, se ha señalado la falta de pretensiones literarias o estilísticas de las memorias del duque de Luynes.
En 1860, 102 después de la muerte del duque de Luynes, su bisnieto Honoré Théodoric d'Albert de Luynes, VIII duque de Luynes, auspició la publicación de las memorias de Charles-Philippe.

## Descripción
El manuscrito original de la obra ha sido publicado en una única ocasión.Fue publicado por Firmin-Didot en París. Contó como editores a los historiadores  Eudore Soulié y Louis Dussieux.
Esta única edición se realizó en 17 tomos, publicados entre 1860 y 1865:
1.     Tomo 1 : 1735 (diciembre)-1737 : Disponible en línea (Google Books)
2.     Tomo 2 : 1738-1739 (julio) : Disponible en línea (Google Books)
3.     Tomo 3 : 1739 (agosto)-1741 (septiembre) : Disponible en línea (Google Books)
4.     Tomo 4 : 1741 (octubre)-1743 (abril) : Disponible en línea (Google Books)
5.     Tomo 5 : 1743 (mayo)-1744 (junio) : Disponible en línea (Google Books)
6.     Tomo 6 : 1744 (julio)-1745 (junio) : Disponible en línea (Google Books)
7.     Tomo 7 : 1745 (julio)-1746 (octubre) : Disponible en línea (Google Books)
8.     Tomo 8 : 1746 (noviembre)-1748 (marzo) : Disponible en línea (Google Books)
9.     Tomo 9 : 1748 (abril)-1749 (septiembre) : Disponible en línea (Google Books)
10. Tomo 10 : 1749 (octubre)-1750: Disponible en línea (Google Books)
11. Tomo 11 : 1751-1752 (abril) : Disponible en línea (Google Books)
12. Tomo 12 : 1752 (mayo)-1753 (junio) : Disponible en línea (Google Books)
13. Tomo 13 : 1753 (julio)-1754 : Disponible en línea (Google Books)
14. Tomo 14 : 1755-1756 (marzo) : Disponible en línea (Google Books)
15. Tomo 15 : 1756 (abril)-1757 (marzo) : Disponible en línea (Google Books)
16. Tomo 16 : 1757 (abril)-1758 (junio) : Disponible en línea (Google Books)
17. Tomo 17 : 1758 (julio-octubre) ; tablas cronológicas e índice : Disponible en línea (Google Books)